# Laminaria
Laminaria è un genere di alghe brune marine appartenenti alla famiglia Laminariaceae.

## Tassonomia

### Specie
Il genere a giugno 2021 conta 27 specie:
- Laminaria abyssalis
- Laminaria agardhii
- Laminaria appressirhiza
- Laminaria brasiliensis
- Laminaria brongardiana
- Laminaria bulbosa
- Laminaria bullata
- Laminaria complanata
- Laminaria digitata
- Laminaria ephemera
- Laminaria farlowii
- Laminaria groenlandica
- Laminaria hyperborea
- Laminaria inclinatorhiza
- Laminaria longipes
- Laminaria multiplicata
- Laminaria nigripes
- Laminaria ochroleuca
- Laminaria pallida
- Laminaria platymeris
- Laminaria rodriguezii
- Laminaria ruprechtii
- Laminaria sachalinensis
- Laminaria setchellii
- Laminaria sinclairii
- Laminaria solidungula
- Laminaria yezoensis